# Požežsko-slavonská župa
Požežsko-slavonská župa (chorvatsky Požeško-slavonska županija) je jedna z žup Chorvatska. S rozlohou 1 823 km² k těm středně velkým, leží na východě země, ve Slavonii a jejím hlavním městem je Požega. V roce 2011 zde žilo 78 034 obyvatel, díky čemuž je po Licko-senjské župě druhou nejméně obydlenou chorvatskou župou.
Chorvati tvoří většinu s 90,4 % populace, následují Srbové s 6,0 %.

## Charakter župy
Župa hraničí na jihu s Brodsko-posávskou župou, na severu s Osijecko-baranjskou župou, Viroviticko-podrávskou a Bjelovarsko-bilogorskou župou, na západě pak ještě se Sisacko-moslavinskou župou. Východní část vyplňuje nížinná Požežská kotlina, v níž se nacházejí všechna města a opčiny kromě Lipiku a Pakrace, západní část pak pohoří Psunj, dosahující výšky až 987 m. Kolem hranic župy se též rozprostírají pohoří ohraničující Požežskou kotlinu, jako jsou Dilj, Krndija, Papuk a Požeška gora. Vzhledem k tomu tudy neprobíhají žádné hlavní tahy, jako například dálnice. Nejdůležitější silnicí je státní silnice D38, jediná silnice překonávající pohoří Psunj, procházející přes celou Požežsko-slavonskou župu, umožňující přímé spojení Pakrace a Lipiku s Požegou a dále pak s Pleternicí a Đakovem. Dalšími důležitými silnicemi je silnice D51, spojující Požegu s dálnicí A3 a Novou Gradiškou, silnice D53, spojující města Slavonski Brod a Našice a překonávající pohoří Dilj a Krndija, silnice D49 a D525 spojující Pleternici s dálnicí A3, silnice D69 překonávající pohoří Papuk a spojující Požežsko-slavonskou župu s Voćinem a Slatinou. Lipikem a Pakracem vedou silnice D5 a D47. Župa je napojena na železniční tratě Velika – Batrina a Našice – Pleternica (která je ale v úseku od Čaglinu do Našic překonávajícího pohoří Krndija ve špatném stavu). Nejdelší řekou je Orljava, dalšími řekami jsou Pakra (pouze v západní části) a Veličanka. Velká část území župy je dosud poničená po válce v 90. letech 20. století.

## Města
- Požega (hlavní město)
- Lipik
- Pakrac
- Pleternica
- Kutjevo

## Opčiny
- Brestovac
- Čaglin
- Jakšić
- Kaptol
- Velika